# 中華文化基本教材
《中華文化基本教材》，簡稱《文化教材》，是臺灣高中國文科課程教材之一，選錄儒家典籍《四書》而成，最早為教育部國立編譯館編選之版本，俗稱《部編本》。
原為必修課程，共分六冊。一至三冊，選自《論語》；四、五冊選自《孟子》；第六冊則選錄大學與中庸。後改為選修課，2012年又改回必選，2016年以後，有些學校改為普通選修課程，則不稱《文化教材》，改稱《儒學與人生》、《基礎國學》、《四書概要》、《論孟選讀》或《學庸選讀》等。

## 編排形式
國立編譯館《中華文化基本教材》之編選方式，打散《四書》原有篇章次第，改採分類編輯的形式，多選擇為學、論仁、論孝、論禮樂、論人性、論良知、論士、論君子與小人等主題，講述哲學、道德、倫理、教育、政治、文化等內容。同時也介紹孔子、孟子、子思、曾子等的生平，也旁及孔子弟子與儒家重要學者貢獻。
開放一綱多本後，各版本多依以主題為核心的方式編輯。龍騰文化事業公司則除分類編輯本外，亦出版依原篇章次第編排之版本。

## 發展過程
中華文化基本教材只擷選儒家篇章而成，曾幾度改易版本，解釋則多依朱熹《四書集註》解釋。1980年代曾一度改用陳立夫《四書道貫》為底本。以朱注為主，融合《十三經注疏》等各代學者解釋。
1995年10月中華民國教育部所修訂頒布之高級中學國文課程標準中，教學目標第三條即明定：「研讀中華文化基本教材，賦予現代價值觀，培養倫理道德之觀念，愛國淑世之精神。」1998年起，輿論一直有加入道家老庄思想的呼聲，教育部僅承諾研議，未能實行。
2008年此教材以国学基本教材的名字在中华人民共和国由新华出版社出版。